# Нага Чайтанья
Аккинени Нага Чайтанья (англ. Akkineni Naga Chaitanya, телугу అక్కినేని నాగ చైతన్య; род. 23 ноября 1986 года) — индийский актёр, снимающийся в основном в фильмах на языке телугу. Был награждён Filmfare Awards South за лучший дебют в 2010 году и South Indian International Movie Awards за лучшую мужскую роль по мнению жюри в 2015. Регулярно входит в двадцатку самых желанных мужчин Хайдарабада.

## Семья и ранние годы
Нага Чайтанья родился 23 ноября 1986 года (в 4:20 утра) в Хайдарабаде в семье Нагарджуны, сына знаменитого киноактёра Аккинени Нагесвара Рао, и его первой жены Лакшми, дочери кинопродюсера Д. Раманайду.
Среди его родственников — актёры Венкатеш (дядя), Рана Даггубати, Сумант и Сушант (двоюродные братья).
В 1990 году его родители развелись, и он с матерью переехал в Ченнаи.
Его отец женился второй раз на актрисе Амале Мукерджи, и в 1994 году у Чайтаньи появился единокровный брат Акхил. В юные годы будущий актёр играл на клавишах и бас-гитаре в школьной группе, а затем изучал музыку в Trinity College London.
В Ченнаи Чайтанья жил в течение восемнадцати лет, а затем вернулся в Хайдрабад, чтобы закончить обучение и получить степень бакалавра коммерции.
На втором году колледжа он выразил желание попробовать свои силы в кино, после чего окончил трехмесячные актёрские курсы в Мумбаи. Он также изучал актёрское мастерство в Лос-Анджелесе, тренировался в боевых искусствах и улучшал своё произношение на телугу в течение следующих полутора лет.

## Карьера
Нага Чайтанья дебютировал на большом экране в фильме Josh вместе с Картикой Наир в 2009 году, сыграв студента колледжа, который встает против сложившихся порядков. Картина собрала среднюю кассу и получила негативные отзывы.
Несмотря на это актёр был награждён Filmfare Awards South за лучший дебют.
Ещё до выхода своего первого фильма Чайтанья приступил к съемкам в мелодраме Ye Maaya Chesave (2010) Гаутама Менона в паре с дебютанткой Самантой.
Он сыграл студента-инженера, мечтающего стать режиссёром и влюбленного в свою соседку, отношения с которой омрачаются разницей в возрасте и вероисповедании. Фильм стал хитом проката
а актёр заслужил положительную оценку критиков
и был номинирован на Filmfare Awards South за лучшую мужскую роль.
Чайтанья также появился в качестве камео в тамильской версии этого фильма — «Дотянуться до неба».
Хитом также стал «Любовь на сто процентов» режиссёра Сукумара, главную женскую роль в котором сыграла Таманна, рассказывающий историю любви парня зацикленного на успехе и девушки, которой удалось его превзойти. Критики отметили прекрасное взаимодействие ведущих актёров, отметив однако, что Чайтанье необходимо улучшить свой «репертуар выражений».
В 2011 году в прокат вышли ещё два его фильма: «Дрожь и трепет» с Каджал Агарвал и Bejawada с Амалой Пол, но оба провалились в кассе.
Зато второй опыт работы с Таманной стал столь же удачным, как и первый. Фильм Tadakha (2013) получил статус «супер-хит»
и собрал умеренные отзывы критиков, отметивших великолепную химию между ведущими актёрами.
Вышедшая в 2014 году картина «Наша семья» стала одним из самых кассовых фильмов года, собрав около 365 млн рупий.
Это также второй случай в истории индийского кинематографа, когда на экране собрались три поколения одной семьи: вместе с Чайтаньей в фильме снялись его отец Нагарджуна и дед Аккинени Нагесвара Рао.
Актёр исполнил две роли: отца шестилетнего мальчика, жившего в 1983 году, и его реинкарнацию в наше время. Его экранной парой во второй раз стала Саманта. Картик Пасупате из The Times of India написал в своей рецензии, что «Нага Чайтанья, кажется, немного ослабил свою манерность на экране и сыграл бестолкового студента колледжа довольно очаровательно».
Суреш Кавираяни в отзыве для Deccan Chronicle заметил, что он «сделал хорошую работу и по сравнению с его ранними фильмами серьезно созрел как актёр».
Прабалика Боран из The Hindu добавила, что «взаимодействие между ним (АНР) и Нагой Чайтаньей создает несколько лучших моментов фильма».
Актёр был номинирован на SIIMA Awards за лучшую мужскую роль
и получил премию от жюри.
В этом же году Чайтанья вновь снялся вместе с Самантой в боевике Девы Катта Autonagar Surya.
Но третий опыт сотрудничества для них оказался не столь удачным как два первых, и фильм стал кассовым провалом.
Критики дали ему смешанные отзывы. Суреш Кавираяни назвал игру актёра «единственной интересной вещью в фильме».
Картик Пасупате, напротив, отметил, что «Нага Чайтанья просто не выглядит частью фильма и должен отказаться от попыток быть достойным наследия Shiva», добавив однако, что это скорее результат неправильного подбора актёров, чем плохой игры.
Зато следующий фильм, мелодрама Oka Laila Kosam, имел успех как у зрителей, так и у критиков.
Хемант Кумар из The Times of India написал об актёре: «После таких фильмов как Yem Maya Chesave и „Наша семья“, роль в Oka Laila Kosam для него, похоже, пара пустяков, и он чувствует себя совершенно непринужденно. Магия не витает в воздухе, но видеть его на экране доставляет удовольствие».
Успешным стал также криминальный боевик Dohchay с Крити Санон.
В отзыве The Times of India заявлено, что «вы сможете увидеть зрелость в его игре»,
но Раджани Раджендра из The Hindu, напротив, заметила, что актёр «выглядит лишенным естественности в образе обходительного мошенника, пытающегося исправить свои ошибки».
Нага Чайтанья был также первым выбором на главную роль в фильме Krishnamma Kalipindi Iddarini Р. Чандру, но не смог работать из-за проблем с датами и появился только в качестве камео.
Помимо этого актёр подписался на съёмки в Preman режиссёра Чанду Мондети
и телужской версии нового фильма Гаутама Менона.

## Личная жизнь
В начале 2017 года состоялась помолвка Наги Чайтанья и актрисы Саманты, которая была его партнершей в дебютном фильме. В октябре того же года пара поженилась, устроив две свадебные церемонии: одну в индустистких традициях, а вторую — в христианских.

## Фильмография
| Год  |   | Русское название              | Оригинальное название           | Роль                    |
| ---- | - | ----------------------------- | ------------------------------- | ----------------------- |
| 2009 | ф | Бунтарь                       | Josh                            | Сатья                   |
| 2010 | ф | Дотянуться до неба            | Vinnaithaandi Varuvaayaa (там.) | в роли самого себя      |
| 2010 | ф | Как ты смогла меня очаровать? | Ye Maaya Chesave                | Картик Найду            |
| 2011 | ф | Любовь на сто процентов       | 100% Love                       | Балу Махендра           |
| 2011 | ф | Дрожь и трепет                | Dhada                           | Вишва                   |
| 2011 | ф | Беджавада                     | Bejawada                        | Шива Кришна             |
| 2013 | ф |                               | Tadakha                         | Картик                  |
| 2014 | ф | Наша семья                    | Manam                           | Нагарджуна / Радхамохан |
| 2014 | ф |                               | Autonagar Surya                 | Сурья                   |
| 2014 | ф | Ради единственной Лейлы       | Oka Laila Kosam                 | Картик                  |
| 2015 | ф |                               | Krishnamma Kalipindi Iddarini   | в роли самого себя      |
| 2015 | ф | Хватай и беги                 | Dohchay                         | Чанду                   |
| 2016 | ф |                               | Premam                          | Викрам                  |
| 2016 | ф |                               | Saahasam Swaasaga Saagipo       | Раджникант              |
| 2017 | ф |                               | Rarandoi Veduka Chudham         | Шива                    |
| 2018 | ф | Артистка                      | Mahanati                        | АНР                     |
| 2018 | ф | Двуликий                      | Savyasachi                      | Викрам                  |
| 2018 | ф | Зять Сайладжи Редди           | Shailaja Reddy Alludu           | Чайту Гааду             |
| 2019 | ф | Часть пути                    | Majili                          | Пурна                   |